# Lancha de Instrucción para Cadetes
Lancha de Instrucción para Cadetes (LICA) son una serie de buques desarrollados por el Astillero Río Santiago (ARS) de Ensenada para la Armada Argentina. Es un diseño para la Escuela Naval Militar (ESNM).
Actualmente dos unidades ya fueron entregadas a la Armada: ARA Ciudad de Ensenada (botada en 2021) y ARA Ciudad de Berisso (botada en 2022).

## Desarrollo
Esta clase de buques comenzó a diseñarse en el año 2014, como parte de un acuerdo firmado entre la Armada Argentina y el Astillero Río Santiago. Su diseño se ha basado en las lanchas de instrucción Clase Yard de la Armada de los Estados Unidos, aunque las líneas de la carena, la propulsión, estructura, espacios internos, e ingeniería en general, son de desarrollo nacional. 
Las LICA tendrán capacidad de instrucción práctica y teórica para cadetes, en navegación costera hasta 12 millas náuticas de la costa. Cuenta con equipos y sistemas acordes a la reglamentación de la Organización Marítima Internacional (OMI). En su construcción se priorizarán materiales de fabricación nacional. Cada unidad poseerá un aula con capacidad para 20 personas que podrá ser adaptada a enfermería si lo requiere la situación. También contará con comunicaciones HF, VHF y UHF y un almacenaje de víveres para travesías de un mínimo de 10 días de duración.
Sus características de diseño permitirán también la práctica de las faenas marineras típicas de un buque de guerra. Por su capacidad de navegación en todo el litoral marítimo y fluvial, su finalidad específica de instrucción puede ser complementada con tareas de ayuda humanitaria en caso de desastres naturales.
La Armada encargó dos unidades para la Escuela Naval Militar y se espera que la primera entre en servicio a fines de 2018 o principios de 2019.
En noviembre de 2017 se concluyó el montaje de la primera lancha, que fue botada en octubre de 2021.
El 18 de octubre de 2021 ARS botó la LICA ARA Ciudad de Ensenada y el 8 de marzo de 2022 la LICA ARA Ciudad de Berissoque fueron entregadas en abril de 2024.

## Características
Lancha de 260 t de desplazamiento, 34 m de eslora, 8 m de manga y 2,2 m de calado; 2× motores (550 kW, velocidad 12 nudos, autonomía 4000 mn); 5 tripulantes + 34 cadetes.

## Unidades
| Nombre                 | n.º | puesta en gradas | botada | asignada |
| ---------------------- | --- | ---------------- | ------ | -------- |
| ARA Ciudad de Ensenada | Q-3 |                  | 2021   | 2024     |
| ARA Ciudad de Berisso  | Q-4 |                  | 2022   | 2024     |